# Hexaglandula mutabilis
Hexaglandula mutabilis är en hakmaskart som först beskrevs av Rudolphi 1819.  Hexaglandula mutabilis ingår i släktet Hexaglandula och familjen Polymorphidae. Inga underarter finns listade i Catalogue of Life.